# Бисјер (Лоара)
Бисјер (фр. Bussières) насеље је и општина у источној Француској у региону Рона-Алпи, у департману Лоара која припада префектури Роан.
По подацима из 2011. године у општини је живело 1.546 становника, а густина насељености је износила 92,24 становника/km². Општина се простире на површини од 16,76 km². Налази се на средњој надморској висини од 588 метара (максималној 770 m, а минималној 458 m).

## Демографија
| 1962. | 1968. | 1975. | 1982. | 1990. | 1999. | 2011. |
| ----- | ----- | ----- | ----- | ----- | ----- | ----- |
| 1.536 | 1.628 | 1.439 | 1.460 | 1.332 | 1.302 | 1.546 |

График промене броја становника у току последњих година